# Полуостров Терпения
Полуостров Терпения — полуостров в восточной части острова Сахалин на территории Поронайского заповедника. На 65 км выступает в Охотское море, заканчивается мысом Терпения. Длина полуострова равна 100 километрам, ширина от менее 1 км (перешеек Лодочный) до 30 км, высота до 350 м. С запада омывается заливом Терпения.